# Mahtra-museum
Het Mahtra-museum is een geschiedenis museum in de Estse plaats Mahtra gewijd aan de Boerenopstand van Mahtra uit 1816.
In 1948 tijdens het 90-jarig jubileum van de boerenopstand werd er een kleine expositie over de opstand opgezet in een middelbare school. In 1958, op het 100-jarig jubileum van de opstand werd een museumzaal over de opstand ingericht in het cultureel centrum van Juuru. In 1967 werd besloten dat in een voormalig armenhuis een nieuw museum over de opstand werd opgericht. Dit opende op 6 juli 1970. Het museum toont, behalve informatie over de opstand, ook het boerenleven in de 19e eeuw. De Atla-Eeru taverne, gebouwd in 1811, is ook onderdeel van het museum. Het is de enige bewaard gebleven boerentaverne in Estland.